# Sobre Crianças, Quadris, Pesadelos e Lições de Casa...
Sobre Crianças, Quadris, Pesadelos e Lições de Casa... é o segundo álbum de estúdio do rapper brasileiro Emicida, lançado em 7 de agosto de 2015 pela gravadora Laboratório Fantasma sob licença da Sony Music. Em 2016, foi indicado ao Grammy Latino de Melhor Álbum de Música Urbana.

## Lista de faixas
| N.º            | Título                                                                        | Compositor(es)                                                                | Duração |  |
| 1.             | "Mãe" (Part. Dona Jacira e Anna Tréa)                                         | Emicida DJ Duh Renan Inquérito Dona Jacira                                    | 4:57    |  |
| 2.             | "8"                                                                           | Emicida Rafael Tudesco Xuxa Levy Dj Nyack                                     | 3:29    |  |
| 3.             | "Casa"                                                                        | Emicida Levy Ogi                                                              | 4:01    |  |
| 4.             | "Amoras"                                                                      | Emicida Levy                                                                  | 0:56    |  |
| 5.             | "Mufete"                                                                      | Emicida Levy                                                                  | 3:58    |  |
| 6.             | "Baiana" (Part. Caetano Veloso)                                               | Emicida DJ Duh                                                                | 3:53    |  |
| 7.             | "Passarinhos" (Part. Vanessa da Mata)                                         | Emicida Levy                                                                  | 3:41    |  |
| 8.             | "Sodade"                                                                      | Nenzalina Correia Semedo Garcia                                               | 1:10    |  |
| 9.             | "Chapa"                                                                       |                                                                               | 4:38    |  |
| 10.            | "Boa Esperança" (Part. J. Ghetto)                                             | Emicida Nave                                                                  | 3:02    |  |
| 11.            | "Trabalhadores do Brasil" (Part. Marcelino Freire)                            | Marcelino Freire                                                              | 1:22    |  |
| 12.            | "Mandume" (Part. Drik Barbosa, Amiri, Rico Dalasam, Muzzike e Raphao Alaafin) | Emicida Rafael Tudesco Drik Barbosa Rico Dalasam Amiri Raphão Alaafin Muzzike | 8:15    |  |
| 13.            | "Madagascar"                                                                  | Emicida Levy                                                                  | 3:52    |  |
| 14.            | "Salve Black (Estilo Livre)"                                                  | Emicida Levy                                                                  | 4:42    |  |
| Duração total: | Duração total:                                                                | Duração total:                                                                | 51:00   |  |

## Créditos - Ficha Técnica

#### Músicos
- Marcos Xuxa Levy - piano rhodes (1, 6, 7, 9, 13), teclado (2, 3, 5, 9, 13), órgão (2), berimbau (3), percussão (3), theremin (3), sintetizadores (4), kalimba (4), ukulele (7), flauta (9), piano (14)
- Doni Jr. - violão (1)
- Anna Tréa - guitarra (1)

- Samuel Bueno - baixo (1)
- Mayó Bass - baixo (2, 5, 14)
- Joel Ingá - bateria (2, 5, 14)
- Texas - guitarra (2, 5, 14)
- DJ Nyack - scratches (2, 13, 14)
- Carlos Café - percussão (2, 12) e pandeiro (14)
- Julio César - percussão (2, 12)
- Yaniki - percussão (2, 5, 14)
- João Morgado - percussão (5, 14)
- Cobra - percussão (6)
- Emicida - percussão (6, 9)
- Gustavo di Dalva - percussão (6)
- Márcio Brasil - percussão (6)
- Marcelo Cruz 'Dedé' - violão (6)
- DJ Duh - teclado (6)
- Vando Alberto - baixo (7)
- Ndu Carlos - bateria (7, 9), reco-reco (9) e percussão (12, 13)
- Kaku Alves - guitarra (7), violão (9, 13) e cavaco (9)
- Robinho Tavares - baixo (13)

#### Vozes Adicionais
- Marcos Xuxa Levy (1, 2, 3, 14)
- Doni Jr. (5)
- Anna Tréa (5)
- Amanda Lopes (3)
- Pop Black (3)
- Sabrina Cersósimo (3)
- Alunos Da Escola Penta Grana de Cabo Verde (3)
- Batucadeiras Do Terrero Dos Órgãos (9)
- Fattú Djakité (12, 13)
- Raul Ferreira (12)
- Jonas Paulo (13)
- Alejandra Luciani (14)
- Djose (14)
- Ênio César (14)
- Lakers e Pá (14)
- Manno G (14)

#### Engenheiros
- Maurício Cersósimo - gravação (1, 2, 3, 5, 6, 7, 9, 10, 12, 13, 14) e mixagem (todas as faixas)
- Alejandra Luciani - gravação (1, 2, 3, 5, 6, 7, 9, 10, 12, 13, 14) e mixagem (todas as faixas)
- Emicida - gravação (2, 6, 8)
- Valdemar Vilela - gravação (2, 5, 14)
- Gabriel De Barros - gravação (4, 6)
- Caio Teaser - gravação (11)
- Tony Dawsey - masterização (todas as faixas)

## Vendas e certificações
| Região                                  | Certificação | Vendas  |
| --------------------------------------- | ------------ | ------- |
| Brasil (Pro-Música Brasil)              | Ouro         | 40.000* |
| *vendas baseadas apenas na certificação |              |         |